# Falso despertar
Um falso despertar é um sonho vívido e convincente sobre o despertar do sono, enquanto o sonhador, na realidade, continua dormindo. Após um falso despertar, os sujeitos muitas vezes sonham que estão realizando rotinas matinais diárias, como tomar banho, cozinhar, limpar, comer e usar o banheiro. Os falsos despertares, principalmente aqueles em que se sonha que acordou de um sono que apresentava sonhos, assumem aspectos de um sonho duplo ou de um sonho dentro de um sonho. Um exemplo clássico é o duplo falso despertar do protagonista do Retrato de Nikolai Gogol (1835).
Estudos demonstraram que o falso despertar está intimamente relacionado aos sonhos lúcidos, que muitas vezes se transformam um no outro. A única característica diferenciadora entre eles é que o sonhador tem uma compreensão lógica do sonho em um sonho lúcido, embora não em um falso despertar.
Uma vez que alguém percebe que está falsamente acordado, ele acorda ou inicia um sonho lúcido.

## Conceitos relacionados

### Lucidez
Um falso despertar pode ocorrer após um sonho ou após um sonho lúcido (aquele em que o sonhador teve consciência de estar sonhando). Particularmente, se o falso despertar segue um sonho lúcido, o falso despertar pode se transformar em um “sonho pré-lúcido", isto é, aquele em que o sonhador pode começar a se perguntar se está realmente acordado e pode ou não chegar à conclusão correta. Num estudo realizado pela psicóloga de Harvard Deirdre Barrett, foram examinados 2.000 sonhos de 200 indivíduos e descobriu-se que falsos despertares e lucidez eram significativamente mais prováveis de ocorrer dentro do mesmo sonho ou dentro de sonhos diferentes da mesma noite. Os falsos despertares muitas vezes precediam a lucidez como uma deixa, mas também podiam seguir a realização da lucidez, muitas vezes perdendo-a no processo.

### Loops de falsos despertares
Como a mente ainda sonha após um falso despertar, pode haver mais de um falso despertar em um único sonho. Os sujeitos podem sonhar que acordam, tomam café da manhã, escovam os dentes e assim por diante; de repente, acorda novamente na cama (ainda em um sonho), comece os rituais matinais novamente, acorda novamente e assim por diante. O filósofo Bertrand Russell afirmou ter experimentado "cerca de cem" falsos despertares consecutivos enquanto recuperava de uma anestesia geral.

## Sintomas

### Realismo e não-realismo
Certos aspectos da vida podem ser dramatizados ou deslocados em falsos despertares. As coisas podem parecer erradas: detalhes, como a pintura na parede, a incapacidade de falar ou a dificuldade de leitura (supostamente, ler em sonhos lúcidos é muitas vezes difícil ou impossível). Um tema comum em falsos despertares é a visita ao banheiro, onde o sonhador verá que seu reflexo no espelho está distorcido (o que pode ser uma oportunidade para a lucidez, mas geralmente resultando em vigília).

## Tipos
Celia Green sugeriu que uma distinção deveria ser feita entre dois tipos de falso despertar:

### Tipo 1
O tipo 1 é o mais comum, em que o sonhador parece acordar, mas não necessariamente em um ambiente realista, ou seja, não em seu próprio quarto. Um sonho pré-lúcido pode ocorrer. Mais comumente, os sonhadores acreditarão que acordaram e então acordarão genuinamente em sua própria cama ou “voltarão a dormir” no sonho.
Um falso despertar comum é um cenário de “atrasado para o trabalho”. Uma pessoa pode “acordar” em um quarto típico, com a maioria das coisas parecendo normais, e perceber que dormiu demais e perdeu o horário de início do trabalho ou da escola. Os relógios, se encontrados no sonho, mostrarão a hora indicando esse fato. O pânico resultante costuma ser forte o suficiente para realmente despertar o sonhador (como acontece com um pesadelo).
Outro exemplo comum de falso despertar do Tipo 1 pode resultar em enurese noturna. Neste cenário, o sonhador teve um falso despertar e enquanto estava no estado de sonho executou todos os comportamentos tradicionais que precedem a micção - levantar-se da cama, caminhar até o banheiro, sentar-se no vaso sanitário ou caminhar até o mictório. O sonhador pode então urinar e acordar de repente e descobrir que se molhou.

### Tipo 2
O falso despertar tipo 2 parece ser consideravelmente menos comum. Green caracterizou-o da seguinte forma:

O sujeito parece acordar de maneira realista, mas com uma atmosfera de suspense.  ... O ambiente ao redor do sonhador pode a princípio parecer normal, e ele pode gradualmente tornar-se consciente de algo estranho na atmosfera, e talvez de sons e movimentos indesejados [incomuns], ou pode "acordar" imediatamente com um estado de "estressado" e " atmosfera tempestuosa". Em ambos os casos, o resultado final pareceria ser caracterizado por sentimentos de suspense, excitação ou apreensão.
Charles McCreery chama a atenção para a semelhança entre esta descrição e a descrição do psicopatologista alemão Karl Jaspers (1923) da chamada "experiência delirante primária" (um sentimento geral que precede uma crença ilusória mais específica). Jaspers escreveu:

Os pacientes se sentem estranhos e acham que há algo suspeito acontecendo. Tudo ganha um novo significado . O ambiente é de alguma forma diferente – não num grau grosseiro – a percepção permanece inalterada em si mesma, mas há alguma mudança que envolve tudo com uma luz sutil, penetrante e estranhamente incerta.  ... Parece haver algo no ar que o paciente não consegue explicar, uma tensão desconfiada, incômoda e estranha o invade.
McCreery sugere que esta semelhança fenomenológica não é coincidência e resulta da ideia de que ambos os fenômenos, o falso despertar Tipo 2 e a experiência delirante primária, são fenômenos do sono. Ele sugere que a experiência delirante primária, como outros fenômenos de psicose, como alucinações e delírios secundários ou específicos, representa uma intrusão na consciência desperta de processos associados ao estágio 1 do sono. Sugere-se que a razão para essas intrusões é que o sujeito psicótico está em um estado de hiperexcitação, um estado que pode levar ao que Ian Oswald chamou de “microssonos” na vida desperta.
Outros investigadores duvidam que estes sejam tipos claramente distintos, em vez de serem pontos num espectro subtil.

## Falso despertar na cultura popular
- No filme Waking Life, de 2001, a trama mostra um jovem caminhando pelas ruas de uma cidade enquanto se envolve em discussões filosóficas com outras pessoas. Porém, de um momento para outro ele acorda e inicia novos diálogos.
- Na série The Twilight Zone de 2002, no episódio The Pool Guy.
- No filme Inception de 2010, a estrutura do falso despertar é apresentada como pertencente a níveis ascendentes de consciência em direção ao despertar.